# Histoire des agences de presse en Amérique du Sud
L'histoire des agences de presse en Amérique du Sud a été marquée par une forte rivalité pour un marché en forte croissance, en raison de flux migratoires massifs et d’un désir de conserver des liens avec les métropoles européennes.

## Avant le câble transatlantique de 1874

### Des indépendances encore récentes
Avant la date de 1874, l’Amérique du Sud doit attendre plusieurs semaines pour recevoir des nouvelles d’Europe ou d’Amérique du Nord. Les liaisons maritimes sont trop longues pour permettre la mise en place de services de nouvelles sous la forme d’une agence de presse.
Parallèlement, dans de nombreux pays du continent, dont l’indépendance par rapport à l’Espagne est encore toute récente, datant des années 1820, des services publics passent peu à peu sous le contrôle de l’étranger. À l’occasion de la forte croissance économique mondiale des années 1850, les premières lignes ferroviaires  sont ouvertes avec l’aide des anglais en Amérique latine (Mexique, Chili, Pérou, Brésil), tout comme en Inde, et en Égypte.
Après les chemins de fer dans les années 1850, puis les transports urbains, le télégraphe est aux mains d’anglais. Mais la France a des affinités culturelles avec la plupart de ces pays, qui vont expliquer son agressivité commerciale dans l’activité d’agence de presse après l’arrivée du câble transatlantique de 1874. Au moment où l'agence Reuters étend son domaine vers l'Extrême-Orient, l'Agence Havas, dès 1860, pénètre en Amérique du Sud.

### Le raccordement un peu après l’Asie ou au même moment
À partir du début 1874, un câble sous-marin transatlantique relie Londres à Pernambouc (la future ville de Recife). C’est près de huit ans après l’entrée en service du premier câble Londres-New York. Cette nouvelle liaison transatlantique de 1874 est justifiée et relayée par des liens télégraphiques qui se multiplient dans la zone sud-américaine, où la plupart des villes sont bien équipées. En Asie le câble télégraphique est arrivé à peine plus tôt, à Bombay (1869), Colombo, Saigon, Singapour, Shanghai, Yokohama en 1873, puis en Australie, à Port Darwin et Adélaïde, dans le courant de l’année 1874.
Le 29 juillet 1875, Reuters signe alors pour les trois agences européennes un contrat avec la New York Associated Press, qui s'interdit de distribuer ses services en Europe et en Amérique du Sud. En outre, il est convenu entre Havas et Reuters que la française assumera la direction des affaires d'Amérique du Sud et l’anglaise celle des Indes.

## L’expansion Havas et Reuters dans les années 1870
À partir de 1874, l’Amérique du Sud a constitué le principal axe de croissance à l’étranger de l’Agence Havas, avec l’ouverture de neuf bureaux en deux ans, en partenariat avec sa rivale britannique Reuters, qui s’efface ensuite de se recentrer sur l’Asie. Cette « conquête du sud », répondant un boom démographique, migratoire et économique de la plus grande partie de l’Amérique latine, a permis à l’agence française d’acquérir une stature mondiale, lui garantissant un partage du monde avec les autres grandes agences d’information, par le jeu des accords sur l’échange de nouvelles.

### Contexte
C’est dans un contexte d’immigration, devenue massive à partir de la décennie 1860-1870, accompagnée de mouvements d’idées, de modes, de biens et de capitaux, que les dirigeants de l’Agence Havas commencent à orienter leur intérêt vers l’Amérique du Sud. Les grandes villes y vivent une croissance galopante. Buenos Aires atteindra 1,3 million d’habitants en 1900 (contre 180 000 en 1870, concentrant 32 % de la population argentine. Au même rythme, Rio de Janeiro dépassera un million d’habitants, tandis que le Chili, devenu le centre de ravitaillement des chercheurs d’or de Californie, accueille une immigration allemande.

### Stratégie
Comme c’est à Londres qu’arrive le câble transatlantique de 1874, l'Agence Havas confie au directeur du bureau Elie Mercadier la tâche de créer et d’organiser les succursales sud-américaines. Havas, qui s’est patiemment bâti un quasi-monopole en France, dans les années 1840 pour l’information, puis dans les années 1850 pour la publicité, est confronté au défi posé par la croissance de trois rivales plus jeunes : Reuters, Associated Press et l'Agence Continentale. Pour elle, le maintien d’un « cartel de l’information, reposant sur le meilleur partage du monde possible, est vital. La zone d’influence d’Havas n’incluant que des états d’Europe, l’Amérique du Sud permettra d’afficher une « carrure » mondiale. 
Reuters a déjà depuis 1860 un correspondant à Rio de Janeiro et un service de « correspondants privés » entre l’Amérique du Sud, les Antilles, les États-Unis et Londres, impliquant l’entretien d’un bureau coûteux à New York. L’accord de « fusion d’intérêts » entre l'Agence Havas et Reuters du 4 novembre 1869, proposé par Reuters est un accord d’exploitation, mondial, à bénéfices et à pertes égales. Les coûts sont répartis entre les deux agences. Mais c’est surtout le deuxième traité Havas-Reuters, du 1er mai 1874, qui met en commun tous les services télégraphiques. Valable pour 20 ans, il peut être résilié en 1876. Dès janvier, Havas le demande. À partir de juillet 1876, l’agence française exploite seule l’Amérique du Sud, alors que depuis deux ans les associés avaient déployé ensemble 9 bureaux. La résiliation a des raisons commerciales. Les recettes s'avèrent insuffisantes au vu du prix et de la quantité des transmissions. En 1875, le prix d'un mot pour le Brésil se monte à 40 francs et le trafic ne dépasse pas 200 mots certains mois.

### Choix des implantations
Parmi les immigrants dans les ports d’Amérique du Sud pendant cette période, la majorité sont latins. Peu de Français et d’Anglais. Malgré cela, les neuf villes choisies par Havas et Reuters pour s’implanter ont toutes une forte population étrangère, créant un important besoin d’attaches avec les pays d’origine. C : Para (aujourd’hui Belem), Pernambouc, (aujourd’hui Recife), Salvador de Bahia, Rio de Janeiro et Santos, soit la plupart des anciennes capitaineries datant du XVIe siècle. Les quatre succursales hispaniques sont à Montevideo (Uruguay), Buenos Aires (Argentine), Lima (Pérou) et Valparaiso (Chili). Leur installation a suivi le sens des aiguilles d’une montre, du nord-est brésilien en 1874 jusqu’à Lima en 1875.
Les agences de Santos et Rio de Janeiro servent de lien à l’immigration de São Paulo, très récente et majoritairement italienne et espagnole, pour promouvoir la commercialisation vers l’Europe du café. Le Brésil devient le géant du café et de l’hévéa. Cinq pays, Argentine, Brésil, Uruguay, Chili et Pérou, soucieux de recruter de la main-d’œuvre, ont assoupli les formalités d’immigration. La plupart des points d’arrivée des immigrants voient s’installer chez eux des bureaux de l'Agence Havas ou de Reuters.

### Services offerts
En Amérique du Sud, un service de dépêches privées pour la communication rapide des messages télégraphiques personnels entre particuliers est confié aux agences européennes par des négociants, étrangers pour la plupart. Il fonctionne en 1874. En plus, des services politiques et commerciaux sont proposés en 1876. Les services commerciaux visent les matières premières. Désireuses de maintenir leur culture d’origine, les communautés d’immigrants créent leurs propres journaux, à qui on destine un service politique. Mais seuls l’Argentine et l’Uruguay, dont la croissance est plus rapide à cause de l’immigration, obtiennent un nombre véritablement plus important d’abonnés.
L'Agence Havas et Reuters créent aussi un service « à la carte », connu sous le nom de « signalement des vapeurs », qui recense l’arrivée des immigrants et des cargaisons dans les ports atlantiques constituant les principaux points de départ et d’arrivée de grands paquebots anglais : Rio de Janeiro, Pernambouc, Montevideo et Buenos Aires. Le nombre d’arrivants est envoyé en Europe par télégraphe grâce à un code spécial.

### Politique de recrutement et carrières
À la différence de ce qui s’est passé en Europe et en Amérique du Nord où quelques grands quotidiens comme le Times de Londres ont commencé à établir des centres de nouvelles à l’étranger, les premiers correspondants d’Amérique du Sud n’étaient pas des correspondants dans le sens où nous les connaissons aujourd’hui. Les agents Havas ou Reuters sont des cadres commerciaux, représentants et directeurs des succursales à l’étranger. Recrutés sur place, ils seront plus tard envoyés par la maison-mère. De tous les agents recensés à cette période, le seul britannique, Walter F. Bradshaw, à Valparaiso, est envoyé par Reuters. Au premier stade de l’implantation, les agents Havas sont tous des européens. Ils se perçoivent comme étrangers, conservent leurs modes de vie, leurs habitudes de consommation, l’usage de leur langue. La correspondance interne à l'entreprise est faite en français.

## La montée d'AP en 1900, de la Continentale dans les années 1910

### L’Amérique centrale et la Caraïbe servies dès 1902 par Associated Press
Un nouveau traité entre agences, destiné à remplacer celui de 1893 est signé le 5 octobre 1902, entre l'Agence Havas, Reuters, l'Agence Continentale et Associated Press. Il fait de Cuba, Porto Rico, l'Amérique centrale, Hawaï et les Philippines, des territoires d’Associated Press. Au début du siècle, l’agence américaine a pour clients un tiers des deux mille journaux américains et étend son réseau de correspondants à l'étranger (Paris, Londres, Bruxelles).
La mondialisation de l'information prend au début du XXe siècle une forme culturelle : la presse européenne s'attache « de plus en plus, aux nouvelles d'Amérique du Sud ». La construction de câbles par la société Gesellschaft Kabelgramm, donne alors aux "milieux politiques et diplomatiques allemands l’envie de faire parvenir en Amérique latine, dans certaines circonstances, quelques nouvelles favorables à leurs intérêts".

### Service de propagande gratuits de l'agence allemande après 1909
En 1909, une nouvelle version des accords entre agences mondiales donne à l’Agence Continentale allemande le droit d'exiger la diffusion de ses dépêches, hors de sa zone, via l'agence partenaire couvrant le pays. Seule condition, ne pas dépasser 20 % du volume de dépêches que cette agence partenaire diffuse dans ce pays. Ces dépêches doivent porter la « mention Tractatus », signalant que l'agence expéditrice les envoie « dans un but exclusivement politique ».
À partir de 1912, le nombre de dépêches portant la « mention Tractatus » inquiète l'Havas : les journaux de Buenos Aires et Rio de Janeiro reçoivent de l'Agence Continentale des services gratuits ou quasiment gratuits, selon l'historien Michaël Palmer.
Havas sait fort bien qu'avec la mention Tractatus, « la propagande prend le dessus sur l'information, attitude qui dictait les prétentions de Wolff » et « devait avoir raison de notre résistance, mais plutôt que de rompre (car la rupture était inévitable), nos imposâmes notre signature », écrit alors le directeur d'Havas. 
« Une fois la guerre déclarée en 1914, Havas s'efforcera de reprendre le terrain perdu », note Michaël Palmer. Mais entre-temps, le journal argentin La Nacion s'est désabonné des services de l'Agence Havas.

## L’appétit des agences américaines

### Les nouvelles agences américaines
Edward Willis Scripps fonde en 1907 la United Press, qui prend de l’importance dans les années 1910 sous la direction de Roy W. Howard. William Randolph Hearst créé à son tour l’International News Service (INS) en 1909. Entre 1915 et 1917, les trois premières agences de presse américaines ont respectivement 908, 625 et 400 clients aux États-Unis.
Cette concurrence plus forte va de pair avec une production des agences de presse moins souvent neutre qu'avant. L'Agence Continentale est critiquée depuis 1887 pour sa couverture des élections allemandes et de l'affaire Schnæbelé, incident diplomatique entre la France et l'Allemagne, du 20 avril 1887. En Russie, c'est l'Agence télégraphique de Saint-Pétersbourg, ancêtre de l'agence de presse officielle ITAR-TASS, qui est fondée en 1904 par le tsar de toutes les Russies.
En octobre 1916, la France et l’Angleterre reprochent à William Randolph Hearst de faire ouvertement campagne contre l’entrée en guerre des États-Unis. INS se voit refuser l’accès aux liaisons par câble transatlantiques. Le Harper's Weekly l'accuse d’avoir de faux correspondants en Europe, et de fabriquer de faux reportages à partir de nouvelles de l'Associated Press.

### Havas concurrencé en Amérique du Sud après la guerre de 1914-1918
L'agence Associated Press pénètre en Amérique du Sud en 1919, à la demande de journaux de cette région. En effet, Havas à qui cette zone était dévolue par l'accord de cartel avait commis plusieurs erreurs, sur injonction de la censure française de l'époque, pendant la guerre. De plus, la nationalisation en Espagne de l'Agence Fabra, partenaire de l'Agence Havas, a affaibli la couverture, même si les liaisons radios longue distance ont dynamisé le marché dans les années 1920, Havas étant la première à émettre vers Buenos Aires.
La disparition de l'Agence Havas de plusieurs pays est la première conséquence de cet expansionnisme, qui ne déplaît pas forcément à la presse locale. Par exemple, depuis 1923, aucune dépêche de l'Agence Havas n'apparaît plus dans les grands quotidiens de Santiago du Chili et Valparaiso, ceux d'Argentine préfèrent les agences américaines, et les mexicains sont alimentés en informations gratuites par des officines allemandes. Les recettes d'Havas sont "insignifiantes" au Pérou, en Équateur, au Mexique et en Colombie.Même au Brésil, elles ne couvrent pas les dépenses. Le 19 mars 1922, les services du ministère des Affaires étrangères français s’émeuvent de voir la percée de l’agence allemande Duems au Mexique, où Havas vient de fermer ses services pour raisons d’économie. Ils proposent de subventionner alors les services d’Havas.  Le Quai d'Orsay s'alarme de cette situation et propose de subventionner Havas, mais sans pouvoir enrayer la chute. L'agence doit fermer son service « Amérique latine » pendant deux ans en 1922. Le déficit dans cette région est ensuite comblé par l'État, via un crédit mensuel qui atteint 300 000 francs en 1930.
À partir de 1925, l’Associated Press souhaite vendre directement ses services partout où c’est possible, en faisant valoir que United Press s'infiltre en Asie et en Amérique du Sud, et s'établit à Londres comme distributeur, pour vendre directement ses services.

## Le traité de 1927 fait de l’Amérique du Sud une zone ouverte à tous
Les quatre agences de presse mondiales et généralistes qui sont censées encore se partager le monde se réunissent à Varsovie le 21 mai 1927? puis à Genève, où elles signent l'Accord du 26 août 1927 sur l'information. Il leur faut prendre une décision, car l’entente bat de l’aile. Havas, Reuters, l'Agence Continentale, Associated Press, les quatre sont présentes, mais les rapports de force ont profondément évolué. Résultat, l’ouverture quasiment totale des marchés. Il est décidé que chaque agence pourra assurer des services complémentaires aux journaux paraissant sur le territoire des autres, en consultant l'agence intéressée.
Associated Press obtient la suppression du paiement de la soulte versée à Londres et à Paris, mais aussi la liberté d'action à Cuba, aux Antilles britanniques, en Amérique centrale et du Sud. L’Amérique du Sud est également ouverte à Reuters. En échange, l'Agence Havas et Reuters se voient reconnaître la possibilité d’agir librement au Canada et au Mexique, détail qui aura pour conséquence la création, mais plus tard, d'un service de nouvelles en français pour la presse canadienne francophone, une fois les résistances levées. En échange, l'Extrême-Orient n’est plus la chasse gardée de Reuters : il est ouvert à l'Agence Havas, tandis qu’Associated Press est autorisée à introduire ses services au Japon. La concurrence deviendra très intense en Amérique latine, sans que l'Associated Press ne parvienne à y rattraper sa concurrente américaine UPI, créée en 1907.

## La percée de UPI en Amérique du Sud
Après la Seconde Guerre mondiale, l'International News Service a un réseau international comprenant, entre autres un bureau à Paris, au 10 place de la Bourse. Elle fusionne en 1958 avec une autre agence de presse privée américaine la United Press International, qui avait connu une forte croissance depuis 1945 en Amérique du Nord et cherche à s'internationaliser, en particulier en Amérique du Sud. On parle alors des « quatre sœurs » pour les quatre agences de presse mondiales, Reuters, Agence France-Presse, Associated Press, et United Press International, très présente en Amérique du Sud. C'est elle qui annonce le 24 juin 1956 que Che Guevara a été arrêté par la police mexicaine. UPI a cependant du mal à financer son expansion: dans le rouge depuis vingt ans, elle frôle la faillite en 1985. Le rachat par Reuters, en juin 1984, de son service international de photos est une première alerte. Vendue une première fois en 1982, l'agence est achetée en 1985 par le patron d'une chaîne de journaux mexicains, Mario Vázquez Raña, associé à l'homme d'affaires de Houston Joe Russo, pour 410 millions de dollars, puis décline rapidement.

## Sources et références
1. ↑  Les mutations de l'économie mondiale du début du XXe siècle aux années 1970 », par Laurent Carroué, Didier Collet, Claude Ruiz, page 109
2. ↑   La Presse contemporaine. Nathan (1958), par Henri Calvet – 1958
3. ↑  « Structure, fonctionnement et évolution du marché international des nouvelles. Les agences de presse de 1835 à 1934 », Jacques Wolff, Revue économique (1991), page 585
4. ↑  Structure, fonctionnement et évolution du marché international des nouvelles. Les agences de presse de 1835 à 1934  Jacques Wolff, Revue économique (1991), page 585
5. ↑   http://alhim.revues.org/index412.html « Migrations et réseaux d’information au XIXe siècle : les agences Havas-Reuter en Amérique du Sud, 1874-1876 », par Rhoda Desbordes, dans les Cahiers d’Alhim d’août 2004
6. ↑   http://alhim.revues.org/index412.html « Migrations et réseaux d’information au XIXe siècle : les agences Havas-Reuter en Amérique du Sud, 1874-1876 », par Rhoda Desbordes, dans les Cahiers d’Alhim d’août 2004
7. 1 2 3  Des petits journaux au grandes agences, par Michaël Palmer, page 245
8. ↑  « Structure, fonctionnement et évolution du marché international des nouvelles. Les agences de presse de 1835 à 1934 », par Jacques Wolff, Revue économique (1991)
9. ↑   « American journalism: history, principles, practices”, par William David Sloan et Lisa Mullikin Parcell, page 159
10. 1 2 3  Documents diplomatiques français 1922, Volume 2, par France. Commission des archives diplomatiques, page 325
11. ↑  Le Négoce français au Chili 1880-1929, par Enrique Fernández-Domingo
12. 1 2  « Un siècle de chasse aux nouvelles: de l'Agence d'information Havas à l'Agence France-presse (1835-1957), par Pierre Frédérix, page 362
13. ↑  « Trafic de nouvelles » par Oliver Boyd-Barrett et Michael Palmer, éditions A. Moreau, 1981, page 286
14. ↑  "Un siècle de chasse aux nouvelles: de l'Agence d'information Havas à l'Agence France-presse (1835-1957)", par Pierre Frédérix – 1959 -, page 365
15. ↑  "Un siècle de chasse aux nouvelles: de l'Agence d'information Havas à l'Agence France-presse (1835-1957)", par Pierre Frédérix – 1959 -, page 366
16. ↑  La modernité en question?, 2000, 272 p. (ISBN 978-2-7384-9017-9, lire en ligne), p. 222.

## Documents
- Fonds Havas aux Archives nationales, 5AR37,57,63 et 118.
- Lettre non signée d’Havas au gouvernement péruvien écrite à Paris, le 16 juin 1877

« Les services de correspondances rentrent également dans le but de notre exploitation et vous pourriez offrir au gouvernement la publicité de nos feuilles pour la publication de correspondances fournissant des détails sur les événements politiques, les travaux publics, la prospérité commerciale, etc., tous détails qui seraient présentés sous un jour favorable au gouvernement du général Prado. En échange de ce bon procédé le gouvernement du Pérou devrait rétribuer les services que nous lui rendrions certainement en nous faisant en quelque sorte son Introducer auprès du public européen dont il est en général peu connu et surtout peu apprécié. »

## Études approfondies
- « Migrations et réseaux d’information au XIXe siècle : les agences Havas-Reuter en Amérique du Sud, 1874-1876 », par Rhoda Desbordes, dans les Cahiers d’Alhim d’août 2004